# Шишков Володимир Борисович
Володимир Борисович Шишков (нар. 2 жовтня 1956) — український футболіст, нападник та півзахисник. Найкращий бомбардир в історії чемпіонатів УРСР.

## Життєпис
1974 року дебютував у складі житомирського «Автомобіліста». Протягом 70-х років також захищав кольори армійської команди із Луцька, івано-франківського «Спартака», житомирського «Спартака», сімферопольської «Таврії» і криворізького «Кривбаса». У складі команд із Івано-Франківська і Сімферополя провів три сезони у першій лізі — 76 матчів, 12 голів.
До клубу з Житомира повернувся у 1981 році і виступав у його складі протягом наступних тринадцяти сезонів. Найкращий голеадор команди в чемпіонатах СРСР — 175 забитих м'ячів у 439 матчах. Найкращий бомбардир української зони другої ліги 1987 року (30 голів, разом з Віктором Олійником). Очолює «Клуб Євгена Дерев'яги» — список найрезультативніших гравців чемпіонату УРСР (у рамках другої ліги) — 188 голів.
За часів незалежної України відіграв за житомирський клуб, який на той час змінив назву на «Хімік», ще два роки. Завершив ігрову кар'єру в сезоні 1993/94 у складі команди «Авангард» (Жидачів).

## Статистика
| Сезон                     | Команда                    | Ліга                      | Ігри | Голи |
| ------------------------- | -------------------------- | ------------------------- | ---- | ---- |
| 1974                      | «Автомобіліст» (Житомир)   | D3                        | 11   | 2    |
| 1975                      | СК «Луцьк»                 | D3                        | 17   | 2    |
| 1977                      | «Спартак» (Ів.-Франківськ) | D2                        | 20   | 0    |
| 1978                      | «Спартак» (Житомир)        | D3                        | 9    | 2    |
| 1978                      | «Таврія» (Сімферополь)     | D2                        | 16   | 4    |
| 1979                      | «Таврія» (Сімферополь)     | D2                        | 40   | 8    |
| 1980                      | «Кривбас» (Кривий Ріг)     | D3                        | 39   | 11   |
| 1981                      | «Спартак» (Житомир)        | D3                        | 39   | 12   |
| 1982                      | «Спартак» (Житомир)        | D3                        | 45   | 25   |
| 1983                      | «Спартак» (Житомир)        | D3                        | 40   | 24   |
| 1984                      | «Спартак» (Житомир)        | D3                        | 36   | 15   |
| 1985                      | «Спартак» (Житомир)        | D3                        | 31   | 10   |
| 1986                      | «Спартак» (Житомир)        | D3                        | 34   | 10   |
| 1987                      | «Спартак» (Житомир)        | D3                        | 50   | 30   |
| 1988                      | «Спартак» (Житомир)        | D3                        | 35   | 14   |
| 1989                      | «Полісся» (Житомир)        | D3                        | 48   | 21   |
| 1990                      | «Полісся» (Житомир)        | D3                        | 14   | 2    |
| 1991                      | «Полісся» (Житомир)        | D3                        | 37   | 8    |
| Усього в першій лізі СРСР | Усього в першій лізі СРСР  | Усього в першій лізі СРСР | 76   | 12   |
| Усього в другій лізі СРСР | Усього в другій лізі СРСР  | Усього в другій лізі СРСР | 485  | 188  |
| 1992                      | «Полісся» (Житомир)        | D2                        | 13   | 5    |
| 1992/93                   | «Хімік» (Житомир)          | D3                        | 26   | 12   |
| 1993/94                   | «Авангард» (Жидачів)       | D4                        | 4    | 0    |
| Усього за кар'єру         | Усього за кар'єру          | Усього за кар'єру         | 604  | 217  |